# Kościół św. Michała Archanioła w Przeworsku
Kościół Świętego Michała Archanioła w Przeworsku – nieistniejąca świątynia znajdująca się w Przeworsku.
Kościół Świętego Michała Archanioła wzniesiony został poza murami miasta na Przedmieściu Łańcuckim i wchodził w skład zabudowań szpitala Ducha Świętego, ufundowanego w 1460 przez Rafała Tarnowskiego. Istnienie kościoła potwierdzają akta wizytacyjne bpa Wacława Hieronima Sierakowskiego z 1744. 
Kościół został rozebrany w 1768. Na jego miejscu wzniesiono kościół Matki Bożej Śnieżnej wraz z klasztorem Sióstr Szarytek. Jedyny zabytek pochodzący z rozebranej świątyni - obraz patrona przeniesiono do kościoła Matki Bożej Śnieżnej i zainstalowano na zasuwie w ołtarzu głównym. Jest on ukazywany wiernym tylko raz w roku, w Święto Świętego Michała Archanioła (29 września).